# Stensvattnet (Gideå socken, Ångermanland)
Stensvattnet är en sjö i Örnsköldsviks kommun i Ångermanland och ingår i Husåns huvudavrinningsområde.